# Lluís Carles de Borbó
Lluís Carles de Borbó, comte d'Eu fou un aristòcrata francès, duc d'Aumale (1736), sobirà de Dombes (1755- 1762), duc de Gisors (1762), comte de Dreux, príncep d'Anet, baró de Sceaux va néixer al Castell de Sceaux el 15 d'octubre de 1701 i mort al mateix indret el 13 de juliol de 1775.
Era fill del duc del Maine, bastard legitimat de Lluís XIV de França i de la seva esposa Anne-louise Bénédicte de Borbó-Condé. Es va quedar solter i no va tenir fills.
Fou Gran Mestre de l'Artilleria de França des de la defunció del seu pare (1736) a 1755.

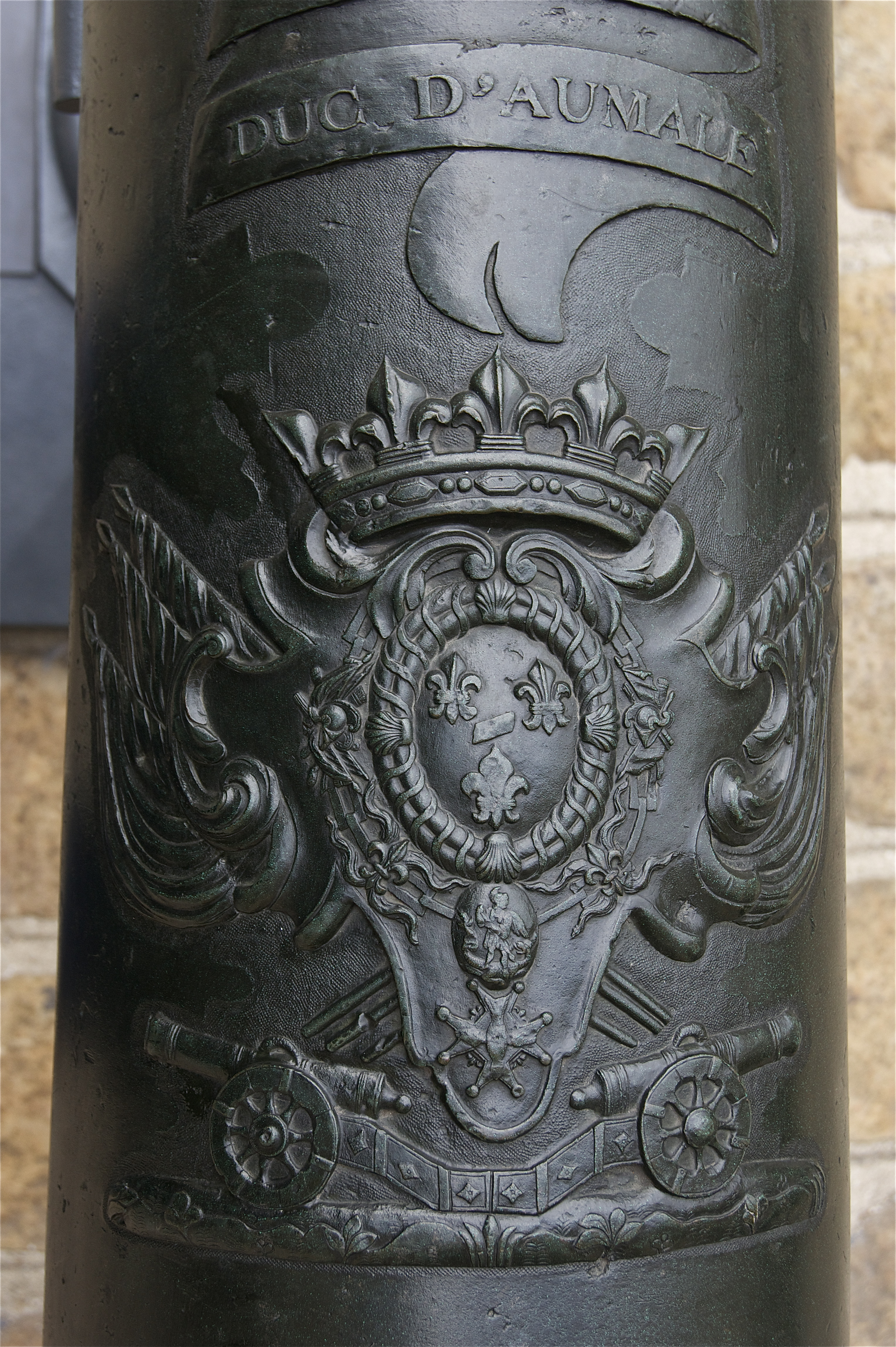
L'escut d'armes de Lluís Carles de Borbó sobre un canó als Invàlids. Els canons gravats indiquen la seva qualitat de Gran Mestre de l'Artilleria de França

A la defunció del seu germà gran el sobirà de Dombes (1755), va esdevenir coronel general dels Suïssos i Grisons (fins a 1762), governador del Llenguadoc i va heretar les seves propietats, sobretot el castell d'Anet on va fer freqüents sojorns i on es dedica a la seva passió per la caça. Fins i tot gran, la continuava seguint en un petit cotxe amb ruletes.
El 28 de març de 1762 va intercanviar amb Lluís XV de França la Dombes pel ducat de Gisors i les terres de Gretz-Armainvilliers i de Pontcarré.
Apreciat del poble per a la seva generositat, va cedir la majoria de les seves propietats - el ducat d'Aumale, el comtat d'Eu, i el principat d'Anet principalment- a Lluís XV el 1773 per a la suma de 12 milions de lliures. Però la transacció que no havia estat acabada quan el rei va morir, fou anul·lada per Lluís XVI. Quan el comte d'Eu va morir el 1775, el seu cosí Lluís de Borbó-Penthièvre duc de Penthièvre va heretar tots els seus béns. Fou inhumat a l'església de Saint-Jean-Baptiste de Sceaux.